# ريتشارد والتر
ريتشارد والتر (بالإنجليزية: Richard Walter)‏ هو عالم إنسان نيوزلندي، ولد في 1957.